# آرشاک آتابکیان
آرشاک نازاری آتابکیان (آتابکوف) (ارمنی: Արշակ Նազարի Աթաբեկյան؛ انگلیسی: Arshak Atabekyan؛ زادهٔ ۱۸۸۵ - درگذشته ۱۹۳۷) یک سیاستمدار اهل ارمنستان است که از تاریخ ۱۴ سپتامبر ۱۹۲۲ تا تاریخ ۰۲ اکتبر ۱۹۲۳ سمت وزیر دارایی ارمنستان شوروی را برعهده داشت.

## زندگی‌نامه
در ۱۸۸۵ در تفلیس به دنیا آمد  وی در ۱۹۳۷ در سن ۵۲ سالگی تیرباران شد.